# 利穆瓦斯
利穆瓦斯（法語：Limoise，法語發音：[limwaz]）是法国阿列省的一个市镇，位于该省北部偏西，属于穆兰区。

## 地理
利穆瓦斯（46°40'35"N, 3°3'7"E）面积12.56 平方千米，位于法国奥弗涅-罗讷-阿尔卑斯大区阿列省，该省份为法国中部省份，北起涅夫勒省、西北接谢尔省，西南至克勒兹省，南至多姆山省，东南临卢瓦尔省，东临索恩-卢瓦尔省。
与利穆瓦斯接壤的市镇（或旧市镇、城区）包括：弗朗谢斯、普济-梅桑日、圣莱奥帕丹多日、勒沃德尔。

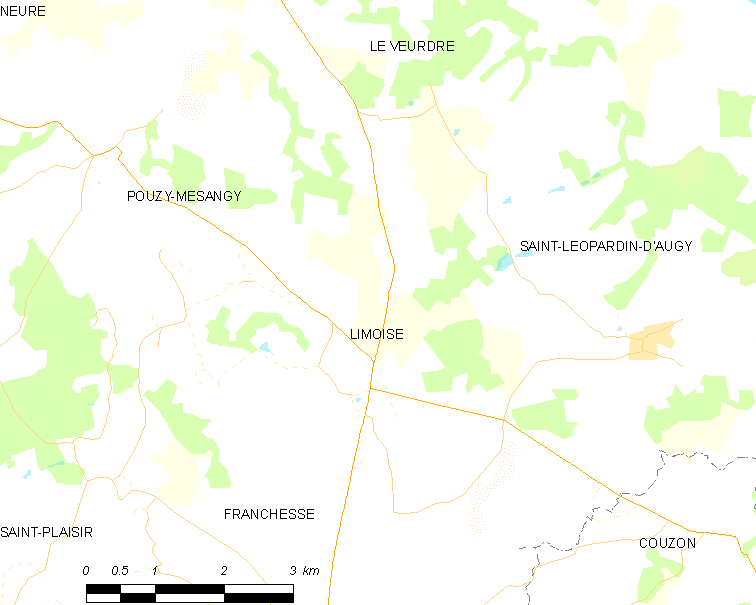
利穆瓦斯的OSM定位图

利穆瓦斯的时区为UTC+01:00、UTC+02:00（夏令时）。

## 行政
利穆瓦斯的邮政编码为03320，INSEE市镇编码为03146。

## 政治
利穆瓦斯所属的省级选区为波旁拉尔尚博县。

## 人口

1962-2008年间利穆瓦斯人口变化图示

利穆瓦斯于2022年1月1日时的人口数量为176人。